# Băile Felix
Băile Felix es un balneario de aguas termales, el más grande de Rumania y uno de los más grandes de Europa. Está situado a 8 kilómetros de la ciudad de Oradea, al noroeste del país.
En invierno goza de las ventajas de un "microclima" local templado.
El cieno sapropélico es utilizado en el tratamiento de las afecciones reumáticas y dermatológicas.
Las virtudes de las aguas termales, muy ricas en oligominerales se completan con las virtudes del cieno sapropélico. Juntas, éstas se utilizan para tratar la artritis reumática, el lumbago y las afecciones ginecológicas y nerviosas.

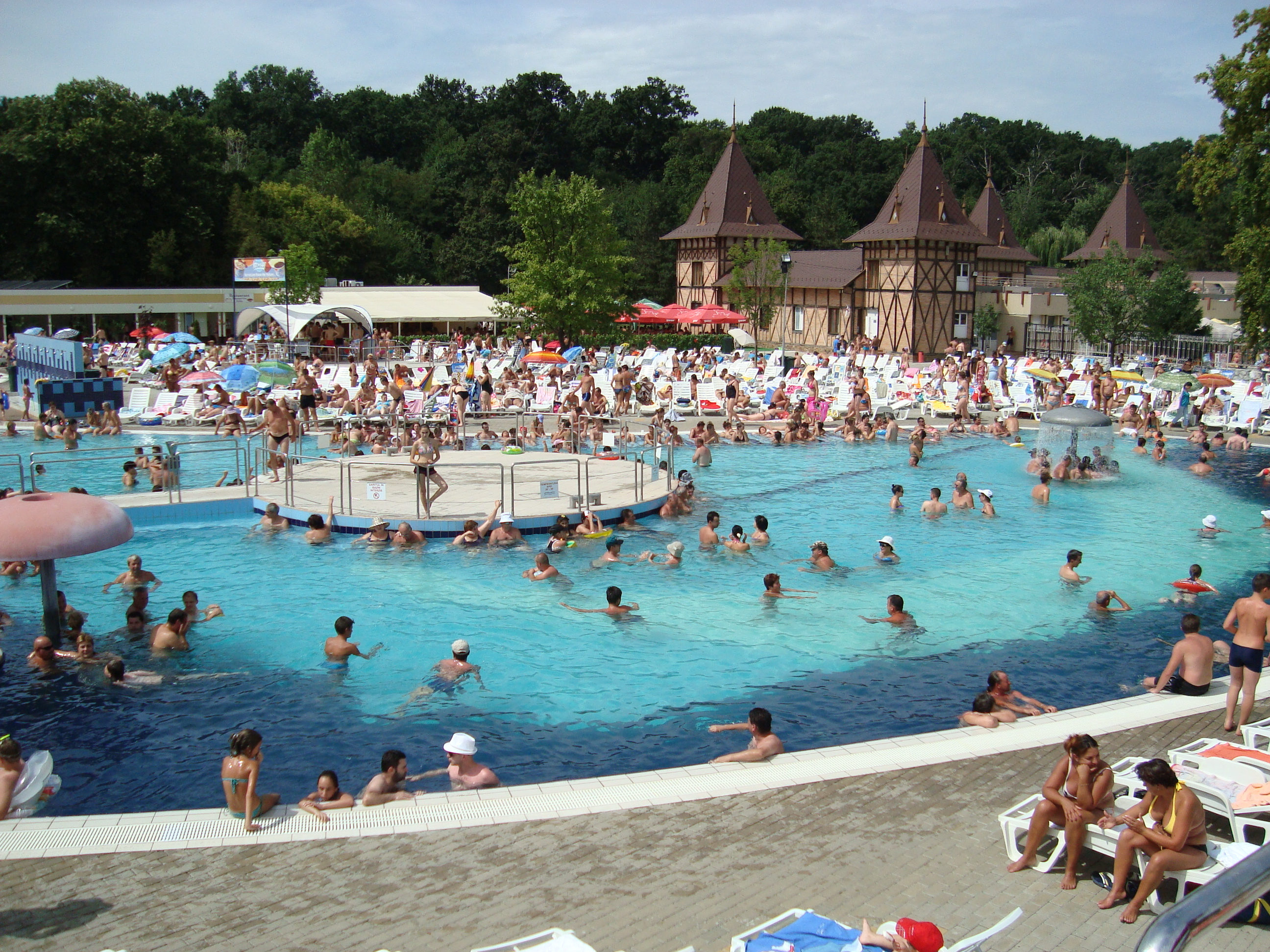
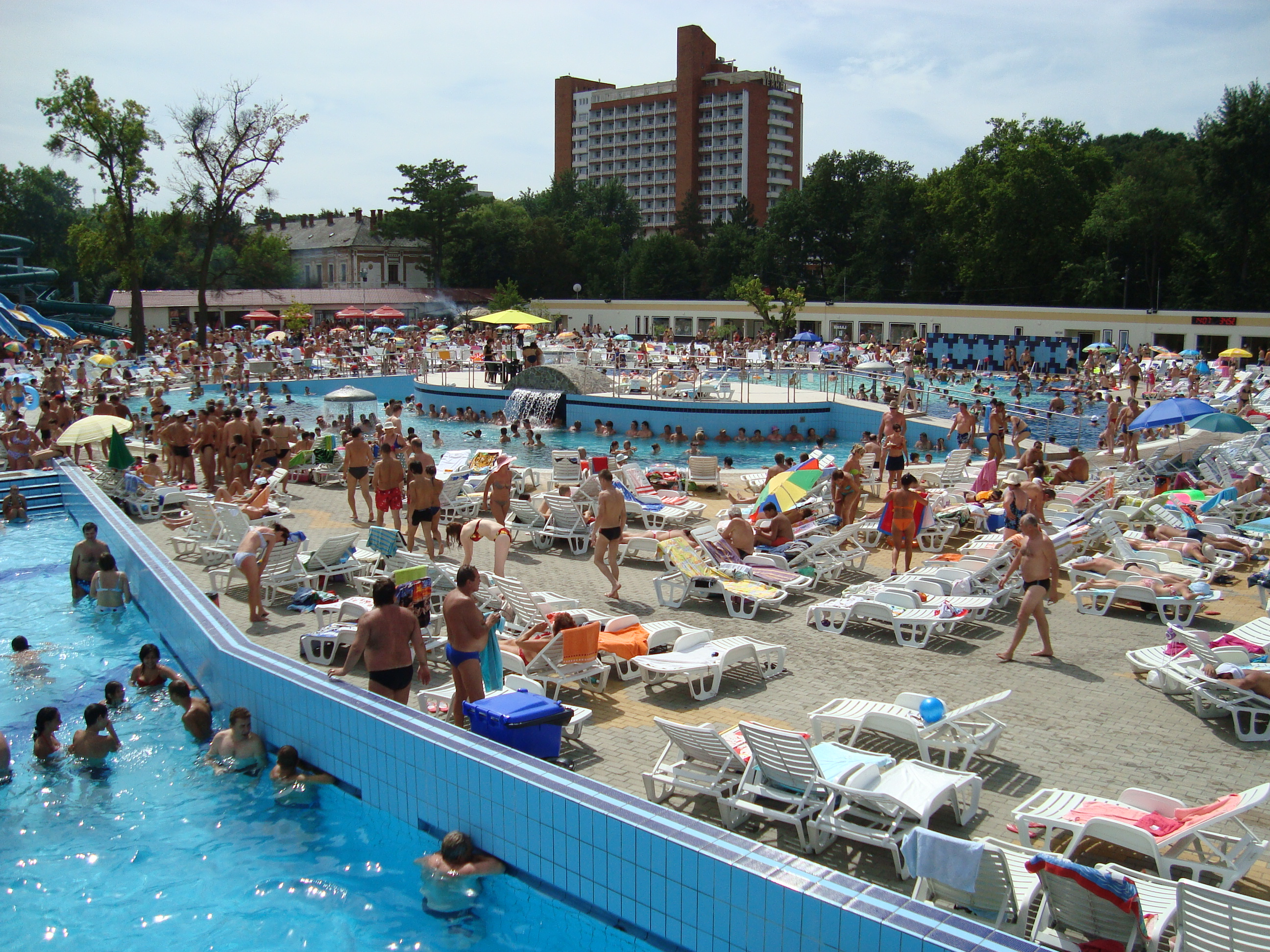
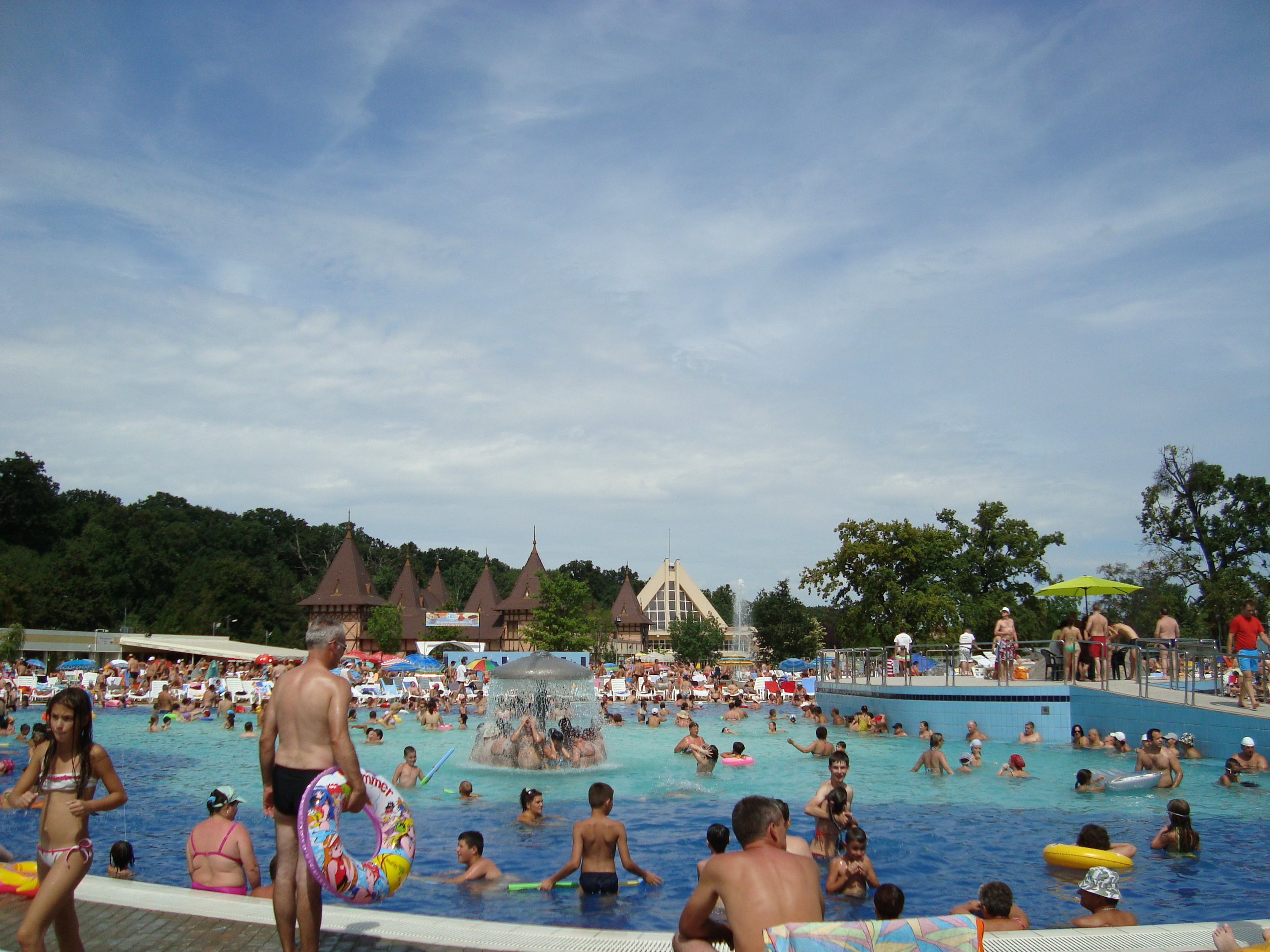
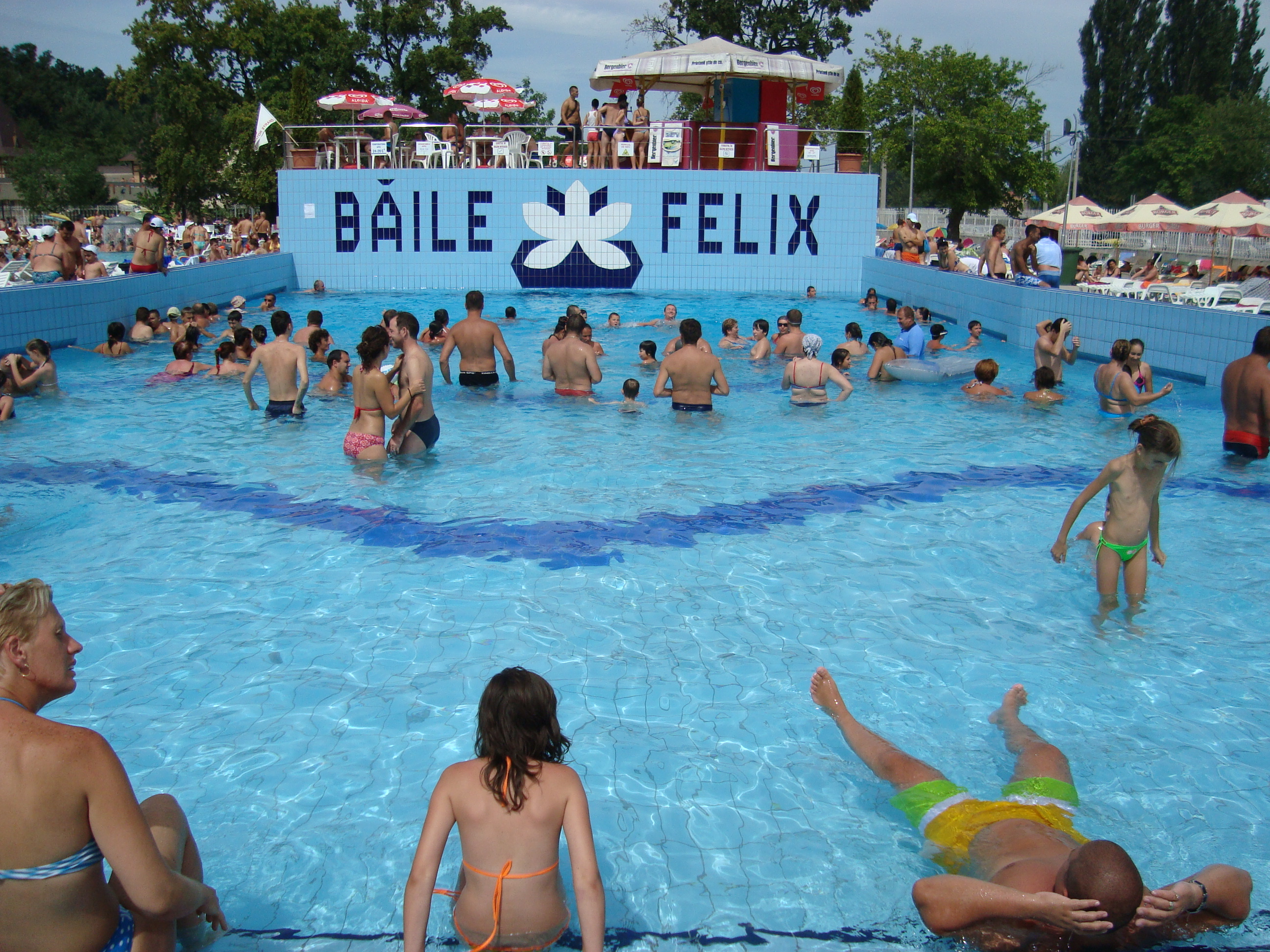
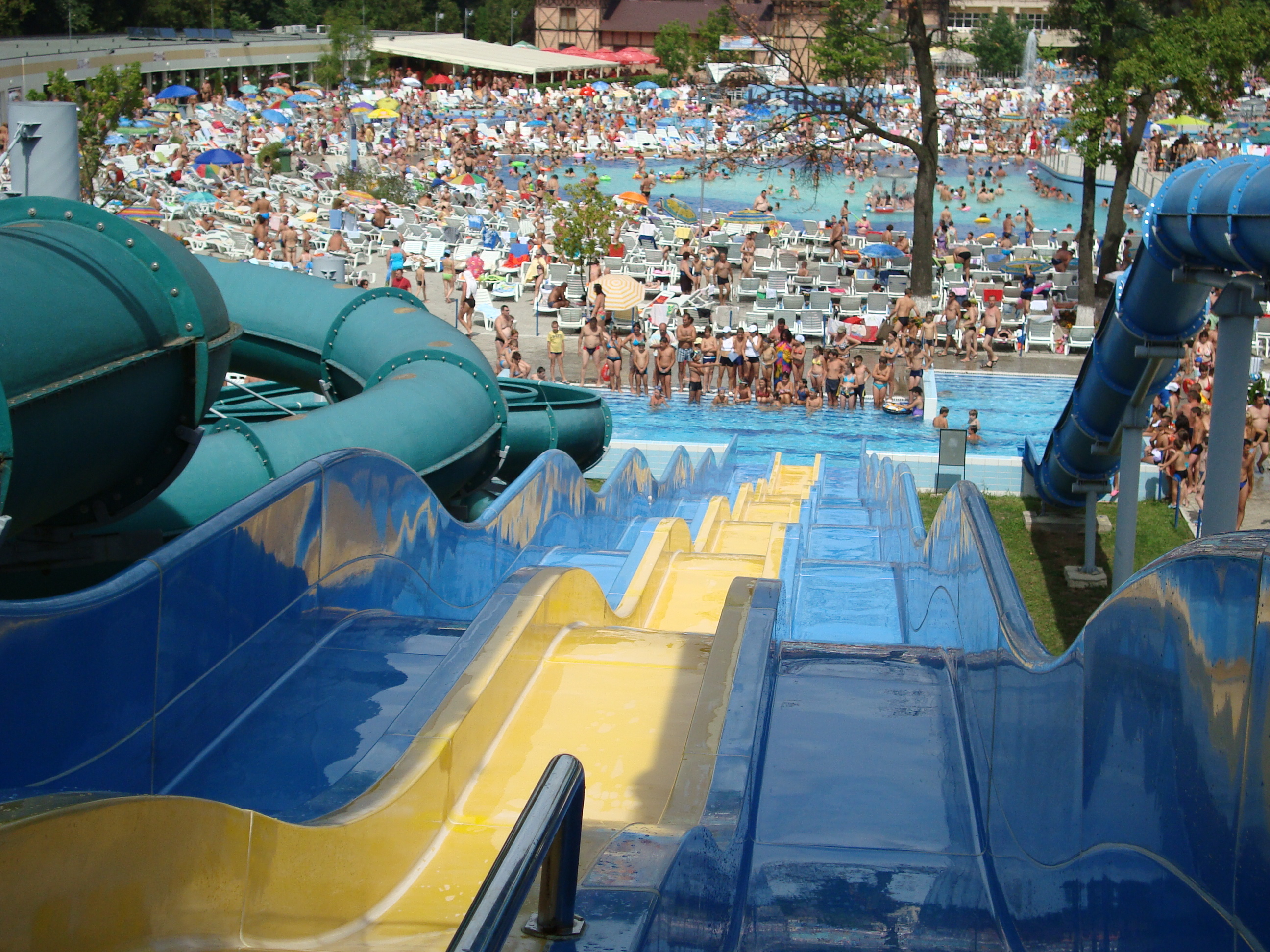
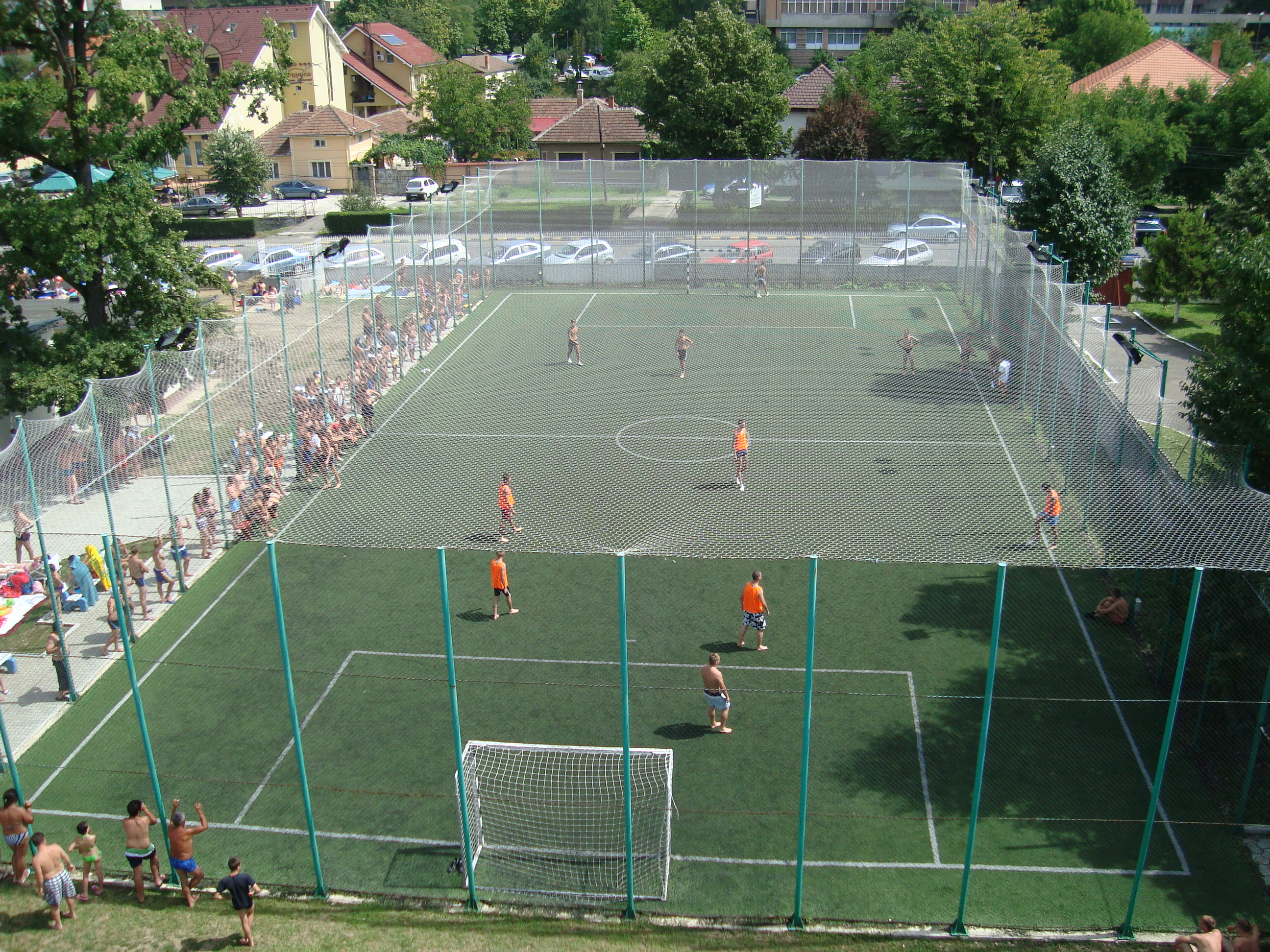
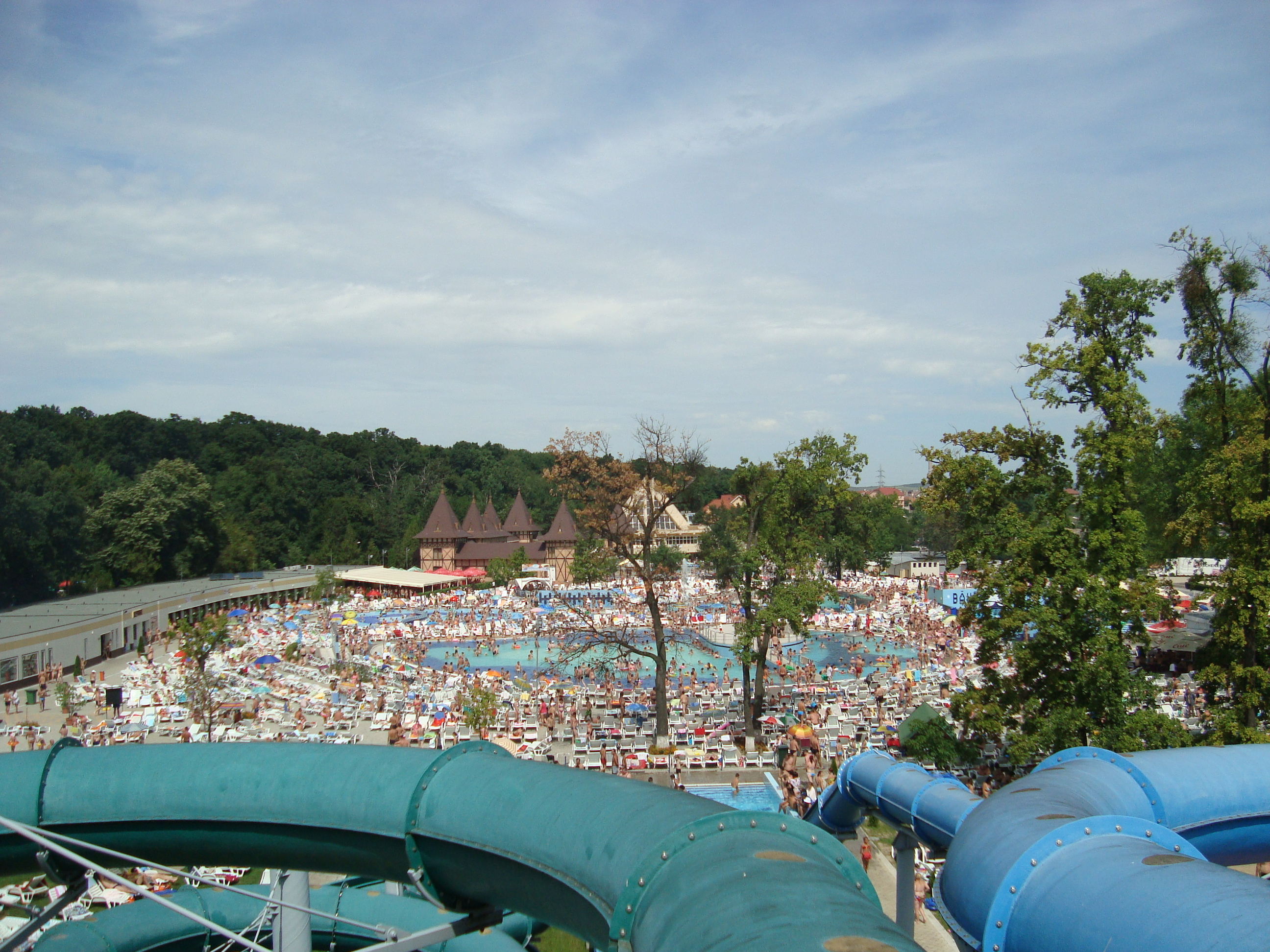

- Datos: Q525087
- Multimedia: Băile Felix, Bihor / Q525087